# Always Tomorrow
Always Tomorrow è il quarto album in studio del gruppo musicale statunitense Best Coast, pubblicato nel 2020.

## Tracce
1. Different Light – 3:12
2. Everything Has Changed – 3:33
3. For the First Time – 3:38
4. Graceless Kids – 3:09
5. Wreckage – 3:24
6. Rollercoaster – 3:50
7. Master of My Own Mind – 3:16
8. True – 3:19
9. Seeing Red – 3:50
10. Make It Last – 3:47
11. Used to Be – 4:30